# هيلموت يان
هيلموت يان (بالألمانية: Helmut Jahn) (4 يناير 1940 في نورنبيرغ) مهندس معماري ألماني - أمريكي، صمم العشرات من المباني الرئيسية الهامة في جميع أنحاء المعمورة. أنهى يان دراسته من جامعة التقنية في ميونيخ عام 1965 وحصل على الديبلوم. عام 1966 ذهب إلى شيكاغو في الولايات المتحدة الأمريكية لإكمال الدراسة في معهد إلينوي للتكنولوجيا قسم الهندسة المعمارية. هناك تعرف على المهندس المعماري لودفيغ ميس فان دير روه. في عام 1967 انضم إلى مكتب سي. إف. ميرفي للهندسة المعمارية. وفي عام 1981 افتتح مكتب ميرفي/يان. قام يان بتصميم عدد من المباني العالمية المشهورة مثل برج المعرض في فرانكفورت، مركز سوني في برلين، برج بان في برلين أيضاً، مطار بانكوك الدولي، برج البريد في بون وغيرها من المباني.

## أعمال البناء
- مركز ولاية إلينوي (مركز تومسون) في شيكاغو 1979 حتى 1983.
- مركز سيتي سبيري في نيويورك 1985 حتى 1987.
- يونايتد إيرلاينز رقم 1 في شيكاغو 1985 حتى 1988.
- برج المعرض في فرانكفورت 1988 حتى 1991.
- مركز مطار ميونخ 1999.
- مركز سوني مع برج المحطة في برلين 1995 حتى 2000.
- برج البريد في بون 2000 حتى 2002.
- مطار بانكوك الدولي 2002 حتى 2005.
- محطة القطار في مطار كولونيا بون الدولي 2004.
- برج هيغاو 2007 حتى 2008.
- مبنى زينغ في دسلدورف 2007 حتى 2009.

## وصلات خارجية
- هيلموت يان على موقع الموسوعة البريطانية (الإنجليزية)
- هيلموت يان على موقع مونزينجر (الألمانية)
- سيرة ذاتية عن هلموت يان (باللغة الألمانية)
- الموقع الرسمي